# St. Markus (Bischberg)

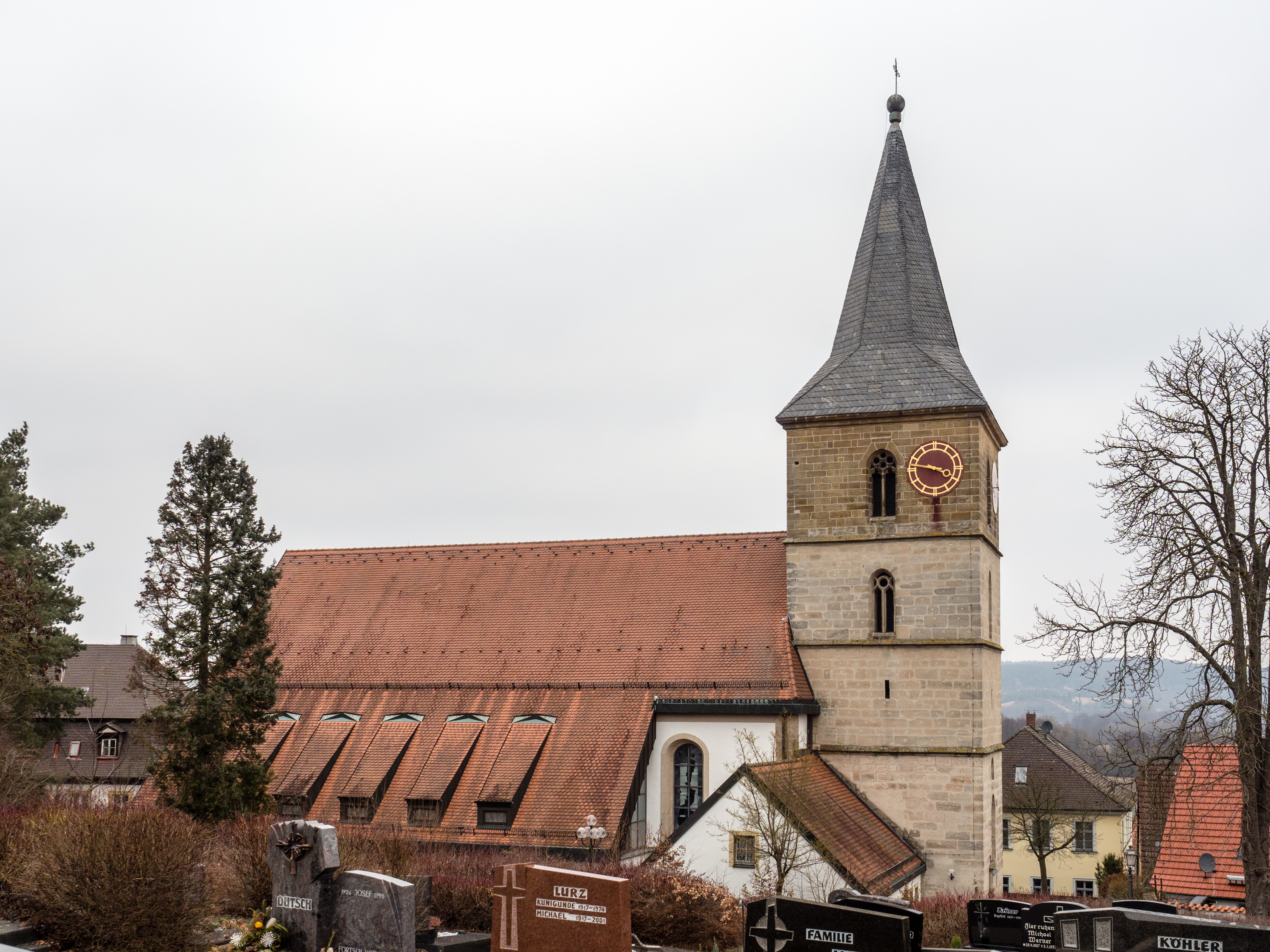
St. Markus (Bischberg)

Die römisch-katholische Pfarrkirche St. Markus steht in der Gemeinde Bischberg im oberfränkischen Landkreis Bamberg in Bayern. Das denkmalgeschützte Bauwerk hat einen Chorturm mit einem Kern aus dem Ende 15./Anfang 16. Jahrhundert und Reste des Langhauses der Vorgängerkirche von 1720. Die Kirchengemeinde gehört zum Seelsorgebereich Main-Aurach im Dekanat Bamberg des Erzbistums Bamberg.

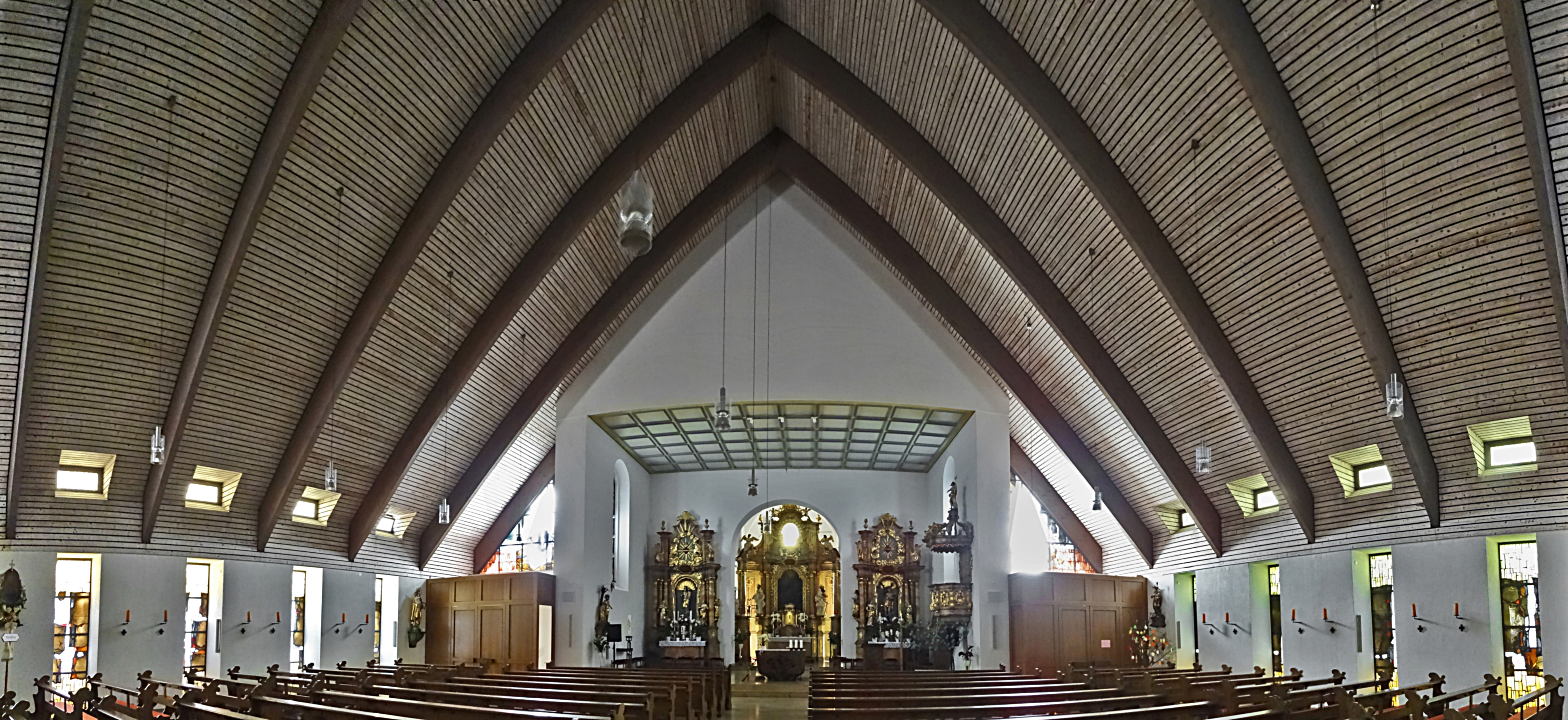
Innenansicht

## Beschreibung

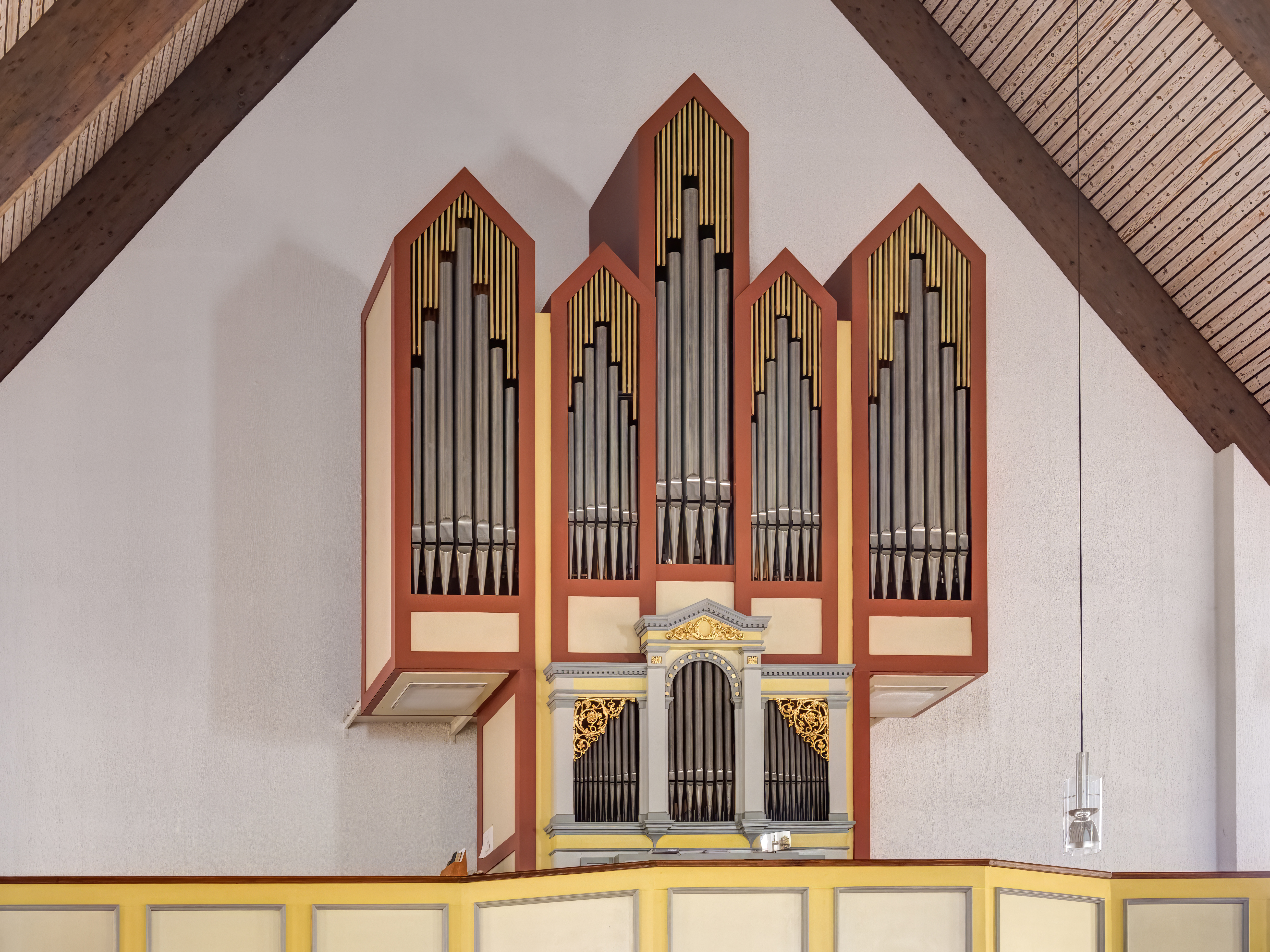
Die Orgel

Die Grundsteinlegung der heutigen vierten Kirche war am 9. Juli 1978, die Weihe am 2. September 1979. Das Kirchenschiff des Vorgängerbaus, d. h. der dritten Kirche, wurde zu ca. zwei Dritteln abgebrochen. Das verbleibende Drittel wurde zum Chor. Von der zweiten Kirche sind bis heute der dreigeschossige Chorturm und das Sakramentshaus links hinter dem Hochaltar erhalten, ferner eine steinerne Kreuzigungsgruppe, die jetzt am hinteren Eingang angebracht ist. Das oberste Geschoss des Chorturms, das die Turmuhr und den Glockenstuhl beherbergt und der achtseitige, schiefergedeckte, spitze Helm wurden ihm 1843 aufgesetzt. Die Fenster wurden von Herbert Bessel hergestellt. 
Der Volksaltar und der Ambo wurden von Paul Schinner geschaffen. Der Osterleuchter, das Vortragekreuz und das Taufbecken stammen ebenfalls von ihm. Die Orgel mit 21 Registern, zwei Manualen und einem Pedal wurde 1979 von Horst Hoffmann errichtet.